# Gmina Czersk
Gmina Czersk là một gmina nông thôn thành thị (quận hành chính) ở huyện Chojnice, Pomeranian Voivodeship, ở miền bắc Ba Lan. Khu vực hành chính của nó là thị trấn Czersk, nằm khoảng 30 kilômét (19 mi) về phía đông của Chojnice và 77 km (48 mi) về phía tây nam của thủ phủ khu vực Gdańsk.
Gmina có diện tích 379,85 kilômét vuông (146,7 dặm vuông Anh), và tính đến năm 2006, tổng dân số của nó là 20.548 người (trong đó dân số của Czersk lên tới 9,463, và dân số của khu vực nông thôn của gmina là 11.085).
Gmina bao gồm một phần của khu vực được bảo vệ gọi là Công viên cảnh quan Tuchola.

## Làng
Ngoài thị trấn Czersk, Gmina Czersk bao gồm các làng và các khu định cư của Badzianko, Bagna, Będźmierowice, Bielawy, Błoto, Brda, Budziska, Bukowa Góra, Cegielnia, Czerska Struga, Dąbki, Duża Klonia, Duże Wędoły, Gartki, Gotelp, Gutowiec, Jeziórko, Kaliska, Kameron, Kamionka, Karolewo, Kęsza, Klaskawa, Kłodnia, Klonowice, Konewki, Konigort, Konigórtek, Koślinka, Kosowa Niwa, Koszary, Krzyz, Kurcze, Kurkowo, Kwieki, lag, lag-Kolonia, Lipki, Listewka, Lubna, Łukowo, Lutom, Lutomski Hầu hết, Mala Klonia, Malachin, Nam Wędoły, Młynki, Modrzejewo, Mokre, Mosna, Nieżurawa, Nowa Juńcza, Nowe Prusy, Nowy Mlýn, Odry, Olszyny, Ostrowite, Ostrowy, Płecno, Pod lag, Pod Łubnę, Polana, Przyjaźnia, Pustki, Rówki, Rytel, Rytel-Zarzecze, Sienica, Stara Juńcza, Stare Prusy, Stodółki, Struga, Suszek, Szałamaje, Szary Kierz, Szyszkowiec, Twarożnica, Uboga, Uroża, Ustronie, wad oły-g, Wandowo, Wędowo, Wieck, Wojtal, Zapędowo, Zapora, Zawada, Złe Mięso, Złotowo và Żukowo.

## Gmina lân cận
Gmina Czersk giáp với các gmina khác như Brusy, Chojnice, Kaliska, Karsin, Osieczna, liwice, Stara Kiszewa và Tuchola.